# 李如柏
李 如柏（り じょはく、1553年 - 1620年）は、明末の軍人。字は子貞。遼東鉄嶺衛の出身。

## 生涯
李成梁の次男として生まれた。父の蔭官により錦衣千戸となった。あるとき職務中に客と会飲しており、砲声が宮中に轟く事件が起こったことから、取り調べを受けて免官された。再び蔭官により指揮僉事となった。たびたび父に従って塞外に出征して功績があり、密雲游撃・黄花嶺参将・薊鎮副総兵を歴任した。万暦16年（1588年）、御史の任養心に弾劾されて解任された。長らくを経て、もとの官で起用され、宣府参将を代行した。病のため帰郷した。
万暦20年（1592年）、豊臣秀吉が朝鮮に進攻すると、如柏は兄の李如松に従い、都督僉事を代行して朝鮮の援軍に赴いた。万暦21年（1593年）1月6日、明軍は小西行長の拠る平壌を包囲した。如柏の陣営に日本軍の夜襲を受けたが、如柏はこれを撃退した。翌日、明軍は平壌を総攻撃し、如柏は大西門から入城した。平壌を奪回すると、如柏は開城に急行し、19日にこれを攻め落として、160人あまりを斬首した。27日、碧蹄館の戦いに参戦した。兄の李如松が日本軍の金甲の将に捕らえられ、如柏は弟の李如梅らとともに兄を救出した。明軍は戦いに敗れて、開城に撤退した。2月、李如松は平壌に撤退し、如柏は宝山に駐屯してこれを支援した。12月、明軍が帰国すると、如柏は都督同知に進み、五軍営副将となった。ほどなく如柏は貴州総兵官として出向した。万暦23年（1595年）、寧夏総兵官に転じた。
万暦24年（1596年）、オルドス部の著力兎が平虜・横城を侵犯すると、如柏はこれを迎撃して勝利し、270人あまりを斬首した。右都督に進んだ。再び病のため帰郷し、二十数年にわたって家居した。万暦46年（1618年）、遼東総兵官の張承廕が戦没すると、英国公張惟賢らが如柏を推薦し、如柏は旧官のまま遼東に駐屯することとなった。泰寧衛の炒花が侵入してくると、如柏は諸将を率いて迎撃した。
ときに後金の軍が遼河に迫ると、如柏は軍を率いて懿路を防衛した。万暦47年（1619年）、楊鎬が軍を四路に分けて後金に対して出征させると、如柏は一軍を率いて鴉鶻関に進出した。虎攔路に到達したところ、楊鎬は杜松と馬林の両軍がすでに撃破されたと聞いて、如柏を呼び戻そうとした。後金の哨兵20人がこれを見つけて、山に登って法螺貝を鳴らし、後金の大軍が追撃しているように装った。如柏の軍は驚倒して、味方を蹴倒しながら逃走したため1000人あまりの死者を出した。御史や給事中たちが交互に弾劾の上奏をおこない、とくに給事中の李奇珍が連続して上奏文を提出して、強く如柏の罪を鳴らした。泰昌元年（1620年）、天啓帝は李氏の功労を思って、召還して取り調べることにした。如柏が北京に入ると、糾弾する者は絶えなかった。如柏は恐れて自殺した。